# Cabrespine
Cabrespine is een gemeente in het Franse departement Aude (regio Occitanie) en telt 196 inwoners (1999). De plaats maakt deel uit van het arrondissement Carcassonne.

## Geografie
De oppervlakte van Cabrespine bedraagt 17,5 km², de bevolkingsdichtheid is 11,2 inwoners per km².

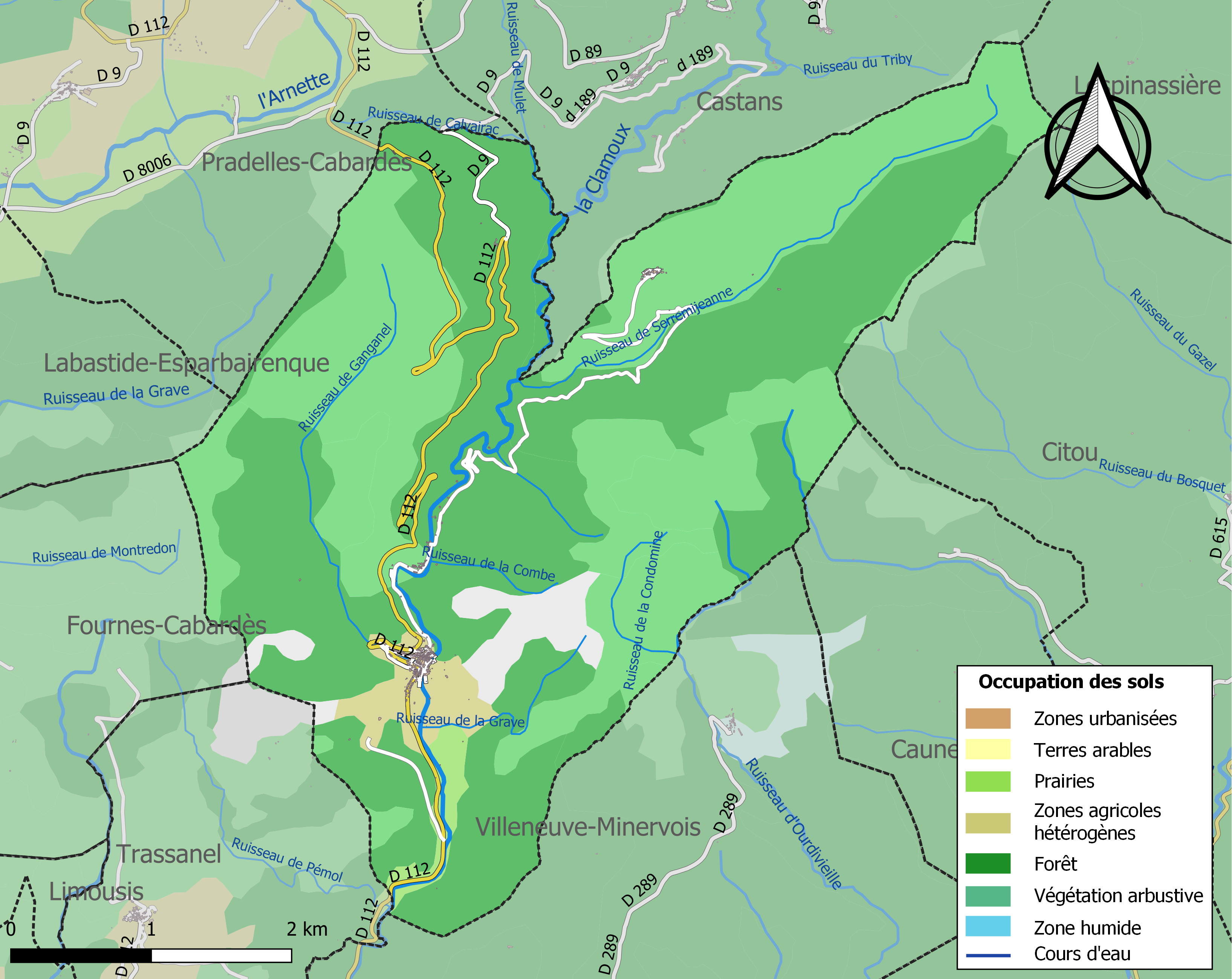
Kaart van de gemeente met de belangrijkste infrastructuur, bodemgebruik en omliggende gemeenten

## Demografie
Onderstaande figuur toont het verloop van het inwonertal (bron: INSEE-tellingen).

Vanwege een beveiligingsprobleem met de MediaWiki Graph-software is het momenteel niet mogelijk deze grafiek weer te geven. Zodra de software is bijgewerkt zal de grafiek vanzelf weer zichtbaar worden.

## Foto's

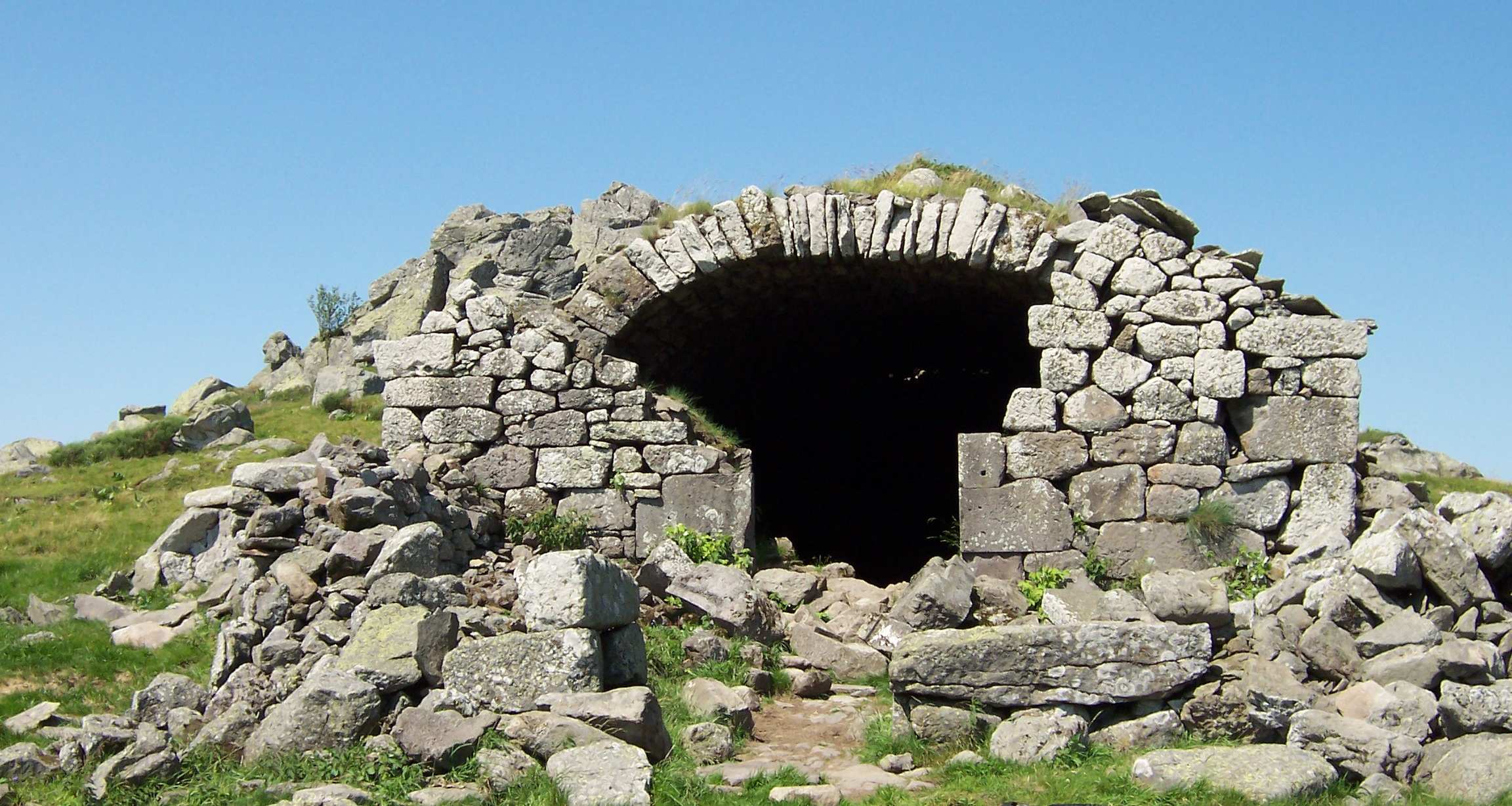
ruïne van buron = herdersschuilplaats
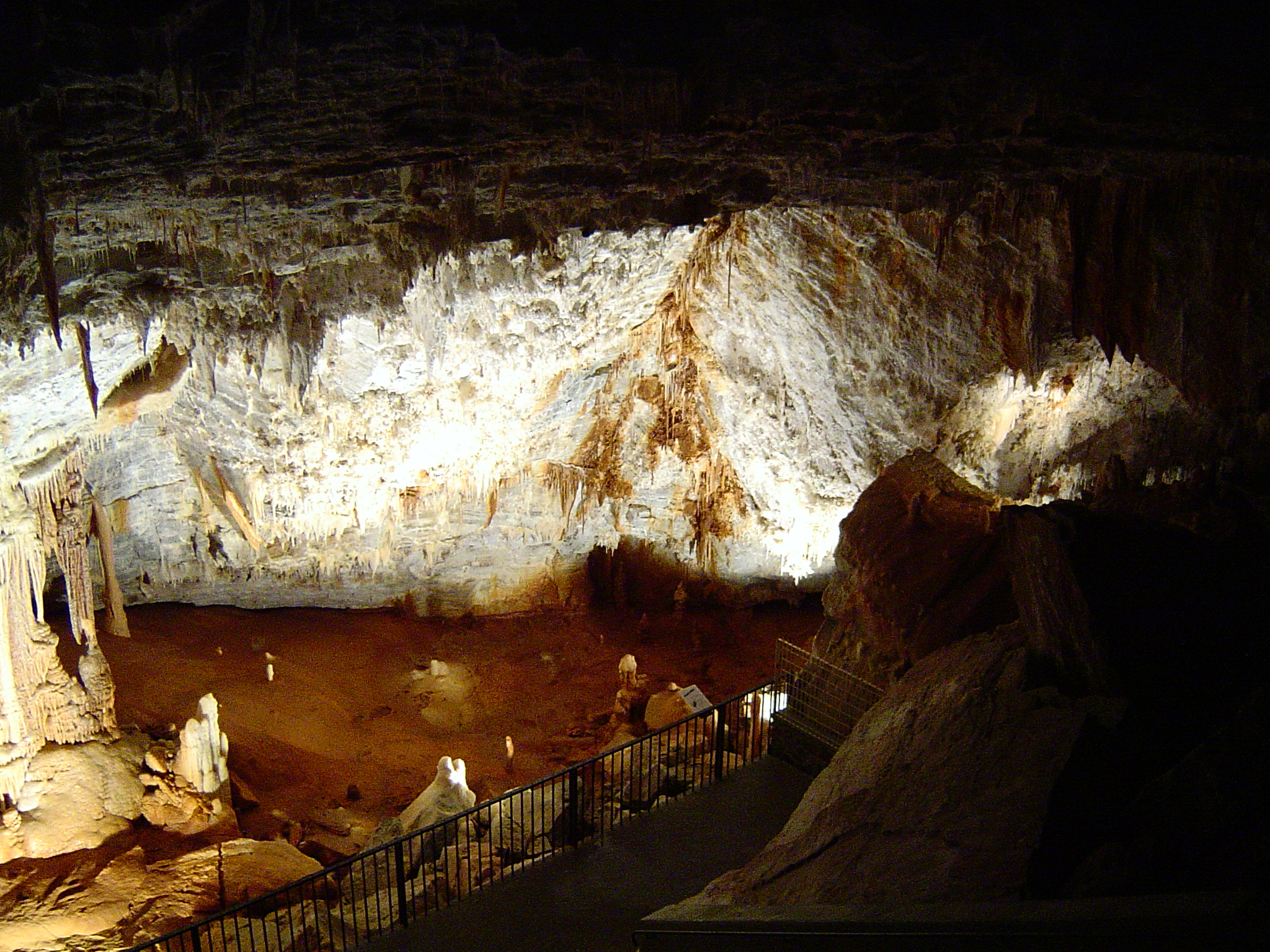
Grot:Gouffre de Cabrespine